# Ilia Ilin
Ilia Alexandrovitch Ilin (em cazaque:  Илья Александрович Ильин; Quizilorda, 24 de maio de 1988) é um halterofilista do Cazaquistão.
Em 2005, Ilin participou do campeonato mundial para juniores em Busan. Competiu na categoria até 85 kg e estabeleceu um recorde mundial para juniores no arremesso (206 kg) e no total olímpico (arranque+arremesso) (374 kg).
No mundial para seniores/adultos, naquele mesmo ano, realizado em Doha, ele concluiu a prova do arranque com 170 kg (foi apenas o sétimo colocado), mas levantou 211 kg no arremesso na segunda tentativa e 216 kg na terceira (386 kg no total), que foram recordes mundiais juniores, na categoria até 85 kg, o que lhe garantiu o ouro.
No campeonato mundial para juniores de 2006, em Hangzhou, competiu na categoria até 94 kg. Andrei Aramnov levantou 177 kg no arranque e Ilin 176 kg; Aramnov conseguiu 216 kg no arremesso e concluiu com um resultado de 393 kg; mas Ilin tentou 225 kg no arremesso e concluiu com um resultado de 401 kg.
Ainda nesse mesmo ano e ainda na categoria até 94 kg, agora no mundial para seniores/adultos, em Santo Domingo, República Dominicana, obteve um total de 392 kg (175+217), o mesmo que o polonês Szymon Kołecki (173+219) e o russo Roman Konstantinov (177+215); mas Ilin era mais leve do que Kołecki (que era mais leve do que Konstantinov) e, conforme as regras do esporte, Ilin ficou com o ouro.
Participou dos Jogos Olímpicos de Pequim 2008 e conquistou o ouro olímpico com a marca de 406 kg (180+226), na categoria até 94 kg.
Também ganhou ouro nos Jogos Asiáticos de 2006 e novamente em 2010.
Ganhou ouro no mundial de 2011, com 407 kg (181+226), até 94 kg.
Nos Jogos Olímpicos de 2012, Ilin ganhou ouro, e estabeleceu três novos recordes mundiais: um no arremesso —233 kg— e dois no total combinado —413 kg, depois 418 kg—, na categoria até 94 kg, que são os recordes mundias correntes da categoria.
No campeonato mundial de 2014 Ilin foi campeão mundial na categoria até 105 kg com 432 kg no total ao definir um novo recorde mundial no arremesso — 242 kg—, superando o recorde de 240 kg no arremesso do russo David Bedjanian (levantou 427 no total), e do usbeque Ruslan Nurudinov, que também levantou 432 kg no total e definiu um recorde mundial no arremesso com 239 kg, mas Ilin era mais leve.
Ilin, no entanto, teve os seus resultados olímpicos anulados e perdeu as duas medalhas de ouro conquistadas. A desclassificação resulta da reanálise das amostras empreendida pelo COI no verão de 2015.

## Quadro de resultados
| Ano  | Competição                | Lugar         | Total  | Posição | Arranque | Posição | Arremesso | Posição | Classe de peso |
| ---- | ------------------------- | ------------- | ------ | ------- | -------- | ------- | --------- | ------- | -------------- |
| 2005 | Campeonato Mundial Júnior | Busan         | 374 kg | 1.      | 168 kg   | 2.      | 206 kg    | 1.      | –85 kg         |
| 2005 | Campeonato Mundial        | Doha          | 386 kg | 1.      | 170 kg   | 7.      | 216 kg    | 1.      | –85 kg         |
| 2006 | Campeonato Mundial Júnior | Hangzhou      | 401 kg | 1.      | 176 kg   | 2.      | 225 kg    | 1.      | –94 kg         |
| 2006 | Campeonato Mundial        | Santo Domingo | 392 kg | 1.      | 175 kg   | 3.      | 217 kg    | 2.      | –94 kg         |
| 2006 | Jogos Asiáticos           | Doha          | 397 kg | 1.      | 171 kg   | 1.      | 226 kg    | 1.      | –94 kg         |
| 2008 | Jogos Olímpicos *         | Pequim        | 406 kg | DSQ     | 180 kg   |         | 226 kg    |         | –94 kg         |
| 2010 | Jogos Asiáticos           | Guangzhou     | 394 kg | 1.      | 175 kg   |         | 219 kg    |         | –94 kg         |
| 2011 | Campeonato Mundial        | Paris         | 407 kg | 1.      | 181 kg   | 5.      | 226 kg    | 1.      | –94 kg         |
| 2012 | Jogos Olímpicos *         | Londres       | 418 kg | DSQ     | 185 kg   |         | 233 kg    |         | –94 kg         |
| 2014 | Campeonato Mundial        | Almaty        | 432 kg | 1.      | 190 kg   | 3.      | 242 kg    | 1.      | –105 kg        |

* Nos Jogos Olímpicos as medalhas são dadas somente para o total combinado

### Quadro de recordes
| Data       | Disciplina | Marca  | Classe de peso | Lugar   |
| ---------- | ---------- | ------ | -------------- | ------- |
| 22.05.2005 | Arremesso  | 206 kg | –85 kg         | Busan   |
| 22.05.2005 | Total      | 374 kg | –85 kg         | Busan   |
| 14.11.2005 | Arranque   | 170 kg | –85 kg         | Doha    |
| 14.11.2005 | Arremesso  | 211 kg | –85 kg         | Doha    |
| 14.11.2005 | Arremesso  | 216 kg | –85 kg         | Doha    |
| 14.11.2005 | Total      | 386 kg | –85 kg         | Doha    |
| 04.08.2012 | Total      | 413 kg | –94 kg         | Londres |
| 04.08.2012 | Arremesso  | 233 kg | –94 kg         | Londres |
| 04.08.2012 | Total      | 418 kg | –94 kg         | Londres |
| 15.11.2014 | Arremesso  | 242 kg | –105 kg        | Almati  |
| 12.12.2015 | Arremesso  | 246 kg | –105 kg        | Grósni  |
| 12.12.2015 | Total      | 437 kg | –105 kg        | Grósni  |

| Recorde mundial para juvenis                     |
| Recorde mundial para juniores                    |
| Recorde mundial para juvenis e juniores          |
| Recorde mundial para seniores anulado por doping |
| Recorde mundial para seniores                    |